# Законодавчий юань
Законодавчий юань (кит.: 立法院) — однопалатний законодавчий орган частково визнаної Китайської Республіки (Тайвань). Це один з п'яти органів (званих Юань кит.: 院; піньїнь: yuàn, «установи») влади, передбачений Конституцією Китайської Республіки, яка слідує за трьома народним принципами Сунь Ятсена. Званий іноді «парламентом», Законодавчий юань є по суті гілкою влади.
Згідно з роз'ясненням № 76 до конституції Судового юаню від 1957 року, парламент республіки включає в себе всі три Національні асамблеї (нині скасовані), Законодавчий Юань і Контрольний Юань. Однак після поправок до конституції кінця 1990-х років, тайванські газети частіше посилаються на останній як «Парламент» (кит.: 國會).

## Склад
- 73 обираються за мажоритарною виборчою системою в одномандатних округах.
- 34 обираються за пропорційною виборчою системою з 5-ти відсотковим бар'єром.
- 6 місць зарезервовані для аборигенів Тайваню[2].